# Ecologia política
Ecologia política é um termo polissêmico que denomina um campo de teorias e práticas que desenvolvem alternativas explícitas à ecologia apolítica hegemônica, enfatizando as implicações da ecologia com a economia, o Estado e demais instituições, os movimentos sociais, e a cultura. Surge da crítica dos paradigmas dominantes da escassez e da modernização, buscando explicar, alternativamente, os problemas ecológicos contemporâneos como partes de processos políticos. A ecologia política possui uma abordagem distintamente interdisciplinar - mobilizando pesquisas da geografia, ecologia, filosofia, antropologia, ciências sociais e ciências naturais.
As raizes da ecologia política podem ser remontadas à crítica do determinismo geográfico e ambiental dominante nos primórdios da geografia e da antropologia moderna. Nesse contexto, a ciência demonstrava um alto grau de envolvimento com o domínio colonial, produzindo teses justificadoras da hierarquização racial e da tutela de certos povos, com uma fraca metodologia empírica. Um dos mais notáveis dissidentes nesse período, autor de um obra considerada precursora da ecologia política, foi o geógrafo anarquista Piotr Kropotkin, tanto por sua crítica das ideias socio-ecológicas do darwinismo social, quanto por produzir uma explícita intersecção entre pensamento político e a dimensão ecológica, sintetizada na sua tese do mutualismo. Outros precursores relevantes de uma abordagem ambiental crítica são Alexander von Humboldt, Elisée Reclus, Alfred Russel Wallace e Mary Somerville - todos notáveis por suas elaborações contrárias ao determinismo geográfico e a racionalidade colonial.
1. ↑  Robbins 2019, p. 20, 21.
2. ↑  Robbins 2019, p. 24.
3. ↑  Robbins 2019, p. 26, 27.
4. ↑  Robbins 2019, p. 28.
5. ↑  Robbins 2019, p. 31.